# Spring Grove (Minnesota)
Spring Grove és una població dels Estats Units a l'estat de Minnesota. Segons el cens del 2000 tenia 1.304 habitants.

## Demografia
Segons el cens del 2000, Spring Grove tenia 1.304 habitants, 581 habitatges, i 349 famílies. La densitat de població era de 559,4 habitants per km².
Dels 581 habitatges en un 25,8% hi vivien nens de menys de 18 anys, en un 48,5% hi vivien parelles casades, en un 8,6% dones solteres, i en un 39,9% no eren unitats familiars. En el 36,3% dels habitatges hi vivien persones soles el 23,2% de les quals corresponia a persones de 65 anys o més que vivien soles. El nombre mitjà de persones vivint en cada habitatge era de 2,12 i el nombre mitjà de persones que vivien en cada família era de 2,74.
Per edats la població es repartia de la següent manera: un 21,7% tenia menys de 18 anys, un 6,5% entre 18 i 24, un 24,7% entre 25 i 44, un 18,1% de 45 a 60 i un 29% 65 anys o més.
L'edat mediana era de 43 anys. Per cada 100 dones de 18 o més anys hi havia 82,3 homes.
La renda mediana per habitatge era de 29.643 $ i la renda mediana per família de 38.000 $. Els homes tenien una renda mediana de 28.182 $ mentre que les dones 18.125 $. La renda per capita de la població era de 16.307 $. Entorn del 6,7% de les famílies i l'11% de la població estaven per davall del llindar de pobresa.

## Poblacions més properes
El següent diagrama mostra les poblacions més properes.